# ماريا روزا غالو
ماريا روزا غالو (بالإسبانية: María Rosa Gallo)‏ هي ممثلة أرجنتينية، ولدت في 20 ديسمبر 1923 ببوينس آيرس في الأرجنتين، وتوفيت بنفس المكان في 7 ديسمبر 2004 بسبب ذات الرئة.

## وصلات خارجية
- ماريا روزا غالو على موقع IMDb (الإنجليزية)
- ماريا روزا غالو على موقع قاعدة بيانات الفيلم (الإنجليزية)